# Akutmedicin
Akutmedicin er fagområde indenfor medicin som drejer sig om tidlig diagnose og behandling af akutte tilstande som er livstruende eller kan medføre skade, med det formål at nedsætte risikoen for død eller varige skader.
I Danmark er akutmedicin i 2016 ikke et lægespeciale. En læge i Danmark skal for at få anerkendt akutmedicin som fagområde, og derved blive akutlæge, først være speciallæge og dernæst gennemgå et ca. 2 år langt uddannelsesforløb.